# Caroline Tresca
Pour les articles homonymes, voir Tresca et D'Indy.
Caroline Tresca, née Marie-Caroline d'Indy le 21 juillet 1959 à Angers (Maine-et-Loire), est une animatrice et productrice de télévision et de radio, ainsi qu'une comédienne française de cinéma, de télévision et de théâtre.
Aujourd'hui, elle se consacre essentiellement à son activité de peintre et de sculptrice et possède sa propre galerie d'art à Paris. Elle est également écrivaine.

## Biographie
Caroline Tresca est née le 21 juillet 1959 à Angers. Elle est l'arrière-petite-fille du compositeur Vincent d'Indy. En 1980, elle a obtenu une maîtrise de droit.
Après avoir effectué le tour du monde en 1981, elle s’est lancée dans le mannequinat de 1982 à 1986. Ensuite, elle a suivi des cours d'improvisation au Centre Américain de Paris, institution qui a compté parmi ses débutants en classe théâtrale Jacques Higelin ou encore Bulle Ogier.
Dans les années 1980, elle a été la partenaire et l'assistante du magicien Gilles Arthur. On l’a vue le plus souvent dans les numéros de grandes illusions tels que la femme zig-zag.
Elle a mis fin à sa carrière de mannequin lorsqu’elle a fait ses débuts à la télévision, sur FR3, en présentant des émissions telles que Télé Caroline, Chapiteau 3 et Dadou Babou ou 40° à l'ombre de la 3.
L'année de ses débuts à la télévision, 1986, est également celle de son seul rôle dans un long métrage au cinéma, celui d'Évelyne, que Max Pécas lui a proposé d’interpréter dans Deux enfoirés à Saint-Tropez. Si le film n’a pas eu de succès, il lui a permis d'être repérée par FR3 : à partir de 1987, elle a animé Ciné-Hit avec Vincent Perrot le mercredi en fin d’après-midi, jour de sortie des films en France. Il s’agissait d’une émission en studio de 20 à 30 minutes traitant des nouvelles sorties de films, du box-office, du classement des meilleures entrées depuis le mercredi précédent, avec des extraits et bandes-annonces, voire des invités acteurs de ces films. Le refrain du générique était "Ciné Hit, ciné hits, cinéma vite vite". Elle a ensuite présenté Télé Caroline (dans le générique, le refrain chanté "Télé Caroline et vous" suggérait peut-être "Câlinez-vous").
À partir de 1990, toujours sur FR3, elle a produit et animé deux émissions : Ce soir ou jamais et, de 1991 à 1993, À vos amours, diffusé le dimanche à 18 h 15.
Ces années passées à la télévision ont été ponctuées, en 1989, par le Sept d'or du meilleur animateur de télévision.
Elle a ensuite cessé,de manière quasi définitive, l'animation et la production télé, pour se consacrer à la radio, où elle a présenté la tranche info de 7 à 9 heures sur Europe 1, ce qui lui a valu le prix Galère d'or de la meilleure animatrice radio France.
De 1993, à 1999, elle a joué dans une dizaine de téléfilms comme Les Grandes Personnes de Daniel Moosmann en 1995, ainsi que dans des séries télévisées comme Les Alsaciens ou les Deux Mathilde de Michel Favart. Ces quelques années passées devant la caméra en tant qu'actrice lui ont permis de jouer aux côtés de  Francis Huster, François Berléand, Annie Girardot ou encore Line Renaud.
C'est vers la fin des années 1990 qu'elle a arrêté son métier d'actrice, pour exercer celui de comédienne de théâtre. Elle a joué dans huit pièces dont Madame Doubtfire au Théâtre de Paris.
Elle a poursuivi sa carrière de comédienne avec, notamment, la pièce La Règle de trois de Bruno Druart, mise en scène par Jean-Pierre Dravel et Olivier Macé, jouée en 2010 à travers toute la France.
En 2010, elle a été  contactée par France 2 pour coanimer les Victoires de la musique 2010[réf. nécessaire].
Elle reste l'une des animatrices télé emblématiques de la fin des années 1980 et du début des années 1990[réf. nécessaire].
Elle est également réalisatrice de documentaires et reportages pour France 2, ainsi que nouvelliste et autrice de romans pour enfants.
En 2012, elle s’est consacrée pleinement à son métier de peintre et de sculptrice. Ses œuvres sont exposées de façon permanente à la Galerie Martine Moisan, à Paris, ainsi qu'à Toulouse et L'Isle-sur-la-Sorgue.
Du 18 au 24 mars 2013, elle a été maîtresse de cérémonie de la troisième édition du Festival 2 cinéma de Valenciennes. Au mois de septembre de la même année, elle a inauguré sa propre galerie d'art, la Galerie Caroline Tresca, rue Servandoni dans le 6e arrondissement de Paris.

### Famille
Caroline Tresca est l'ex-femme du chef d’entreprise Roland Tresca et a été la compagne de l'acteur Philippe Caroit jusqu'en 2008. Elle est mère de trois enfants, deux filles et un garçon.

## Filmographie

### Cinéma

#### Long métrage
- 1986 : Deux Enfoirés à Saint-Tropez de Max Pécas.

#### Courts métrages
- 1991 : Mémoires d'Éric Summer avec Arielle Dombasle
- 1996 : Hara-kiri d'Yves Fajnberg avec Zinedine Soualem
- 1999 : Faire part de Philippe Caroit

### Télévision
- 1993 : Cancoon de Jean Sagols et Paolo Barzman
- 1994 : L'Homme ne rit plus de Marc Hollogne
- 1995 : Les Filles du Lido de Jean Sagols
- 1995 : Les Grandes Personnes de Daniel Moosmann
- 1995 : Un si joli bouquet de Jean-Claude Sussfeld
- 1996 : Les Alsaciens ou les Deux Mathilde de Michel Favart (feuilleton TV)
- 1996 : Une fille à papas de Pierre Joassin
- 1998 : Quand un ange passe de Bertrand Van Effenterre
- 1999 : Le Secret de Saint-Junien de Christiane Spiero
- 1999 : N'oublie pas que tu m'aimes de Jérôme Foulon

### Réalisatrice

#### Documentaires
- 2002 : Alexandre pour le Téléthon, diffusé sur France 2
- 2003 : Pour que ta mort soit douce, diffusé sur France 2
- 2004 : Un enfant si je peux, diffusé sur France 2
- 2006 : La moitié d'un silence

## Théâtre
- 1992 : Sous un pommier à l'autre bout du monde, Théâtre Mouffetard
- 1998 : L'Argent des autres (Other People's Money) de Jerry Sterner, mise en scène de Jean-Pierre Dougnac, Comédie de Saint-Étienne
- 1999-2002 : Top Dogs de Urs Widmer, mise en scène de Daniel Benoin, Comédie de Saint-Étienne, Théâtre national de Chaillot, Théâtre national de Nice
- 2001 : Souviens-toi de m'oublier de Yasmine Char, mise en scène de Éric Civanyan, Studio des Champs-Elysées
- 2003 : Madame Doubtfire adaptation de Albert Algoud, mise en scène Daniel Roussel avec Michel Leeb, Théâtre de Paris
- 2004 : Accords parfaits de Louis-Michel Colla, mise en scène d'Anne Bourgeois avec Philippe Caroit, Théâtre de la Gaîté-Montparnasse
- 2007 : L'Argent des autres (Other People's Money) de Jerry Sterner, mise en scène de Daniel Benoin, Théâtre des Célestins
- 2008 : Quadrille de Sacha Guitry, mise en scène de Jean-Pierre Dravel et Olivier Macé, tournée européenne (France, Suisse et Luxembourg)
- 2010 : La Règle de trois de Bruno Druart, mise en scène de Jean-Pierre Dravel et Olivier Macé, tournée européenne (France, Suisse et Luxembourg)

## Émissions de télévision
- 1986 : Ciné Hit sur FR3, coanimé avec Vincent Perrot
- 1987-1988 : 40° à l'ombre sur FR3
- 1988-1990 : Télé Caroline sur FR3
- 1988-1990 : Dadou Babou sur FR3
- 1990 : Ce soir ou jamais sur FR3 (également productrice)
- 1990 : Victoires de la musique, coanimées avec Michel Drucker
- 1991 : Gainsbourg, Génération Gainsbarre, sur FR3, produit par Catherine Barma
- 1991 : Cérémonie des 7 d'or
- 1991-1993 : A vos amours (également productrice). Elle y réalise des interviews de personnalités telles que Francis Huster, Juliette Gréco, Michel Piccoli ou encore Renaud
- 2010 : Victoires de la musique sur France 2, TV5MONDE et TV5 Québec Canada en direct. Coanimées par Caroline Tresca, Nagui, Daniela Lumbroso, Guillaume Durand, Michel Drucker, Patrick Poivre d'Arvor, Arthur, Jean-Luc Delarue, Philippe Gildas, Patrick Sabatier, Frédérique Bedos et Christian Morin.

## Publications
- 2001 : Folle enfance aux éditions Hachette Livre
- 2006 : Célestin aux éditions Pocket (six livres)

## Discographie
- 2006 : Caroline Tresca chante Célestin (album phonographique)

## Peinture et sculpture
Caroline Tresca n'a jamais pris de cours de peinture, ce qui fait d'elle une autodidacte ; en revanche, elle a appris la sculpture.
En février 2003, elle a exposé à la Galerie Bouquières de Toulouse. Son exposition s'intitulait Pastels, dessins, huiles et sculptures.
En novembre et décembre 2005, elle a exposé à la Galerie Carré des Coignards de Nogent-sur-Marne
En novembre 2007, elle a exposé à la Galerie Artcourt à Paris. Son exposition s'intitulait Féminin Pluriel.
En juin 2009, elle a exposé au Carrousel du Louvre pendant deux jours.
Elle possède sa propre exposition permanente à la Galerie Martine Moisan (Galerie Vivienne), 8 passage Vivienne, 75002 Paris.[réf. souhaitée]
En septembre 2013, une galerie d'art portant son nom, la Galerie Caroline Tresca a ouvert ses portes au 14 de la rue Servandoni, en plein cœur de Paris, dans le 6e arrondissement. Plusieurs artistes contemporains y sont exposés dans les domaines de la sculpture, de la peinture, de la photographie, de la gravure, et du dessin.

## Distinctions
- 1989 : 7 d'or du meilleur animateur. De toute l'histoire des 7 d'or, elles ne sont que deux femmes à avoir remporté le prix dans cette catégorie, Caroline Tresca et Anne Sinclair (en 1988 et 1990)
- 1993 : Galère d'Or de la meilleure animatrice Radio France
- 2003 : Grand Prix Téléfilmed pour Pour que ta mort soit douce